# A világirodalom története (Wiegler)
A Paul Wiegler-féle A világirodalom története egy nagy terjedelmű irodalomtörténeti mű.

## Története
Paul Wiegler (1878–1949) német irodalomtörténész Geschichte der Weltliteraturja Berlinben jelent meg 1914-ben. Az 1920-as évek elején felmerült egy nagyobb magyar irodalomtörténet kiadása, azonban ennek megszerkesztése idő és energiahiány miatt nem történt meg. Helyette Benedek Marcell vállalkozott arra, hogy lefordítsa és kiegészítse Wiegler művét. Az alkotás 1921-ben jelent meg Révai Testvérek Irodalmi Intézet Rt. gondozásában Budapesten. 
Az összességében közel 600 nagy alakú nyomtatott oldalra terjedő mű két kötetből áll:
- az első kötet az ókortól a XVII. századig tekinti át a világirodalom történetét (Az irodalom őskora, Az indusok, A zsidók, A görögök, A latinok, A keresztény egyházi irodalom, Perzsa és arab irodalom, A lovagkor, A magyar középkor, Az olasz renaissance és barokk, Francia renaissance és barokk, Német renaissance és barokk, Spanyol és portugál irodalom, Anglia a puritánság győzelméig)
- a második kötet a XVIII. századtól a XX. század elejéig ismerteti az alkotásokat (A francia szellem uralma, A német irodalom a tizennyolcadik században, A polgári korszak Angliában, Az újkori magyar irodalom, A legújabb kor irodalma, A francia romantika, Az angol romantika, Német romantika – Heine kora, A magyar romantika és a reform-kor, Az új francia irodalom, Az új angol irodalom, Az újabb irodalom Németországban, Az újabb magyar irodalom, Az amerikai irodalom, A németalföldi irodalom, Skandinávia irodalma, Izlandi irodalom, Dán irodalom, Norvég irodalom, Svéd irodalom, Az újabb olasz irodalomban, Az új spanyol és portugál irodalom, A szláv irodalmak, Az orosz irodalom története, A lengyel irodalom, A cseh irodalom, A délszláv irodalmak, A keleteurópai irodalmak, A balti országok irodalmai, A román irodalmak, Az újgörög irodalom, Kínai irodalom, Japán irodalom)

Az Előszó beszámol arról, hogy a magyar kiadás némileg eltér a német eredetitől. Ez elsősorban abban mutatkozott meg, hogy az eredeti mű német szemszögből vizsgálja a világirodalmat, és mindenhol a német összefüggésekre hívta fel a figyelmet. Külön német irodalommal foglalkozó része viszont nem volt, a magyar irodalmat pedig igen kevéssé részletesen ismertette. A magyar kiadás ezzel szemben megfordította ezt: Király György részletesen magyar, Turóczi-Trostler József pedig részletesen német részeket iktatott be. Az átdolgozás ezen kívül a magyar összefüggések kiemelésére helyezi a hangsúlyt. Benedek kiemeli, hogy munkáját csak sok fiatal tanítványa segítségével volt képes elvégezni.
A mű különös értéke, hogy más irodalomtörténetekkel ellentétben igen részletesen – a főszöveg közé helyezett kisbetűs szedéssel – mutatja be az egyes írók műveit. A szemlélet ugyan erősen az európai irodalomra koncentrál, de helyett kapott néhány más nép (egyiptomi, babilóniai, asszír, zsidó, indiai, perzsa, arab, török, kínai, japán, észak-amerikaiak) irodalmának rövid vázlata is. Az illusztrációs anyagot számos egész oldalas arckép- és címlap-hasonmás melléklet alkotja. A II. kötet végén névmutató van. A mű a két kötetes verzió mellett egybekötve is megjelent, azonban belül itt is elkülönül a két kötet. A kötés szürke félvászon, amelyen fehér színnel a cím és egy növényi motívum szerepel, ahogy a gerincen is. (Létezik azonban barna színű papírborítós változata is.)
A Wiegler-féle Világirodalom máig az egyik legterjedelmesebb és legrészletesebb szintézis a magyar vagy magyar nyelvre fordított irodalomtörténetek között. Fakszimile vagy elektronikus kiadása nincs.

## Kötetbeosztása
| Kötetszám | Felölelt időszak                  | Kiadási év | Oldalszám |
| --------- | --------------------------------- | ---------- | --------- |
| I. kötet  | Kr. e. III. évezred – Kr. u. 1700 | 1921       | 272       |
| II. kötet | Kr. u. 1700 – 1900                | 1921       | 304       |